# شاپرک‌های دم‌چلچله‌ای شرقی
شاپرک‌های دم‌چلچله‌ای شرقی (نام علمی: Epicopeiidae) نام یک تیره از بالاخانواده بال‌برگشته‌واران است.